# Zizinho
Tomás Soares da Silva, mer känd som Zizinho, född 14 september 1921, död 8 februari 2002, var en brasiliansk fotbollsspelare. Zizinho var med och vann silver för Brasiliens landslag i VM 1950, där han även blev utsedd till turneringens bästa spelare. Totalt gjorde han 53 landskamper och 30 mål.
Under sin karriär spelade Zizinho för Flamengo, Bangu, São Paulo, Uberaba och Audax Italiano. Under tiden i Flamengo vann han tre distriktsmästerskap; 1942, 1943 och 1944.
Pelé, som hade Zizinho som idol när han var mindre har sagt: "Han var en komplett spelare. Han kunde spela som mittfältare och som anfallare, han gjorde mål, kunde markera, nicka och slå crossbollar."